# 伏努科沃区
伏努科沃区（俄語：район Внуково）是莫斯科新莫斯科行政区的一区，面积16.91平方公里，人口25,182人。伏努科沃国际机场位于该区内。